# Parafia św. Marcina w Jaworze
Parafia pw. św. Marcina – rzymskokatolicka parafia w Jaworze, znajdująca się w dekanacie jaworskim diecezji Legnickiej.  Jej proboszczem jest ks. Łukasz Misiak. Obsługiwana przez księży diecezjalnych. Erygowana 2 stycznia 1201.

## Grupy parafialne
W parafii działają wspólnoty: Franciszkański Zakon Świeckich, Katecheci, Krąg biblijny, Wspólnota Żywego Różańca, Schola młodzieżowa „Dudzinki”.

## Zasięg parafii
- Ulice:  Armii Krajowej, Pl. Bankowy, Barbary, Chemików, Chrobrego, Cicha, Czarneckiego, Dąbrowskiego, Dębowa, Drukarska, Dworcowa, Grunwaldzka, Klasztorna, Kolejowa, Kościelna, Krótka, Kuziennicza, Legnicka, Limanowskiego, Lipowa, Łukasińskiego, 1 Maja, Św. Marcina, Park Pokoju, Piłsudskiego, Piwna, Poniatowskiego, Ptasia, Przechodnia, Rapackiego, Reja, Rynek, Robotnicza, Roosvelta, Rzeczna, Słowackiego, Staszica, Strzegomska, Szkolna, Środkowa, Pl. Seniora, Wiejska, Wrocławska, Pl. Wolności, Zagrodowa, Zamkowa, Zielona, Żeromskiego[2].
- Miejscowości: Grzegorzów,  Rybno[2].